# Bougoulma
Bougoulma (en russe : Бугульма ; en tatar : Бөгелмә) est une ville de la république du Tatarstan, en Russie, et le centre administratif du raïon Bougoulminski. Sa population s'élevait à 85 476 habitants en 2017.

## Géographie
Bougoulma est située au confluent des rivières Bougoulminka et Stepnoï Zaï, à 274 km au sud-est de Kazan et à 973 km à l'est de Moscou.

## Histoire
La ville a été fondée en 1736. Elle s'est développée autour de l'extraction du pétrole et la fabrication de machines-outils. Du 21 février 1952 au 30 avril 1953, Bougoulma fut la capitale administrative de l'éphémère oblast de Bougoulma, créée dans le cadre d'une réforme du découpage administratif des grandes républiques socialistes soviétiques autonomes de la RSFS de Russie.

## Population
Recensements (*) ou estimations de la population :
| 1856  | 1897* | 1926*  | 1939*  | 1959*  | 1970*  | 1979*  |
| ----- | ----- | ------ | ------ | ------ | ------ | ------ |
| 3 600 | 7 581 | 14 195 | 24 887 | 60 980 | 72 449 | 80 460 |

| 1989*  | 2002*  | 2010*  | 2014   | 2015   | 2016   | 2017   |
| ------ | ------ | ------ | ------ | ------ | ------ | ------ |
| 89 589 | 93 014 | 89 204 | 84 093 | 86 747 | 86 085 | 85 476 |

## Personnalités
- Alsou, une des chanteuses les plus populaires de Russie, y est née en 1983.
- L'écrivain tchèque Jaroslav Hasek, dans Aventures dans l'Armée rouge raconte sa nomination comme gouverneur militaire de la ville de Bougoulma, en octobre 1918